# Bertrand Clauzel
Bertrand Clauzel (Mirepoix, 12 de diciembre de 1772 - Cintegabelle, 21 de abril de 1842) fue un militar francés, mariscal de Francia.

## Biografía
Sobrino de Jean-Baptiste Clauzel, diputado durante la Convención Nacional. Se alistó como voluntario y ascendió a oficial en 1791, tomando el retiro al año siguiente, agregándose a la legión de los Pirineos, en la que llegó a capitán. Hizo la campaña de 1794-95 como ayudante del general Catherine-Dominique de Pérignon.
En 1798 pasó al estado mayor del ejército de Italia y ascendió a general de brigada en 1799. Pasó a Saint-Domingue con la expedición de Charles Victoire Emmanuel Leclerc en 1801 y tomó Port-de-Paix y Fort Dauphin. Regresó en 1802 a Francia, siendo nombrado en 1804 general de división del Ejército del Norte.
Pasó a Iliria en 1809 y a España en 1810, donde en la batalla de los Arapiles asumió el mando al ser herido Auguste Marmont. En 1813 obtuvo el mando del Ejército del Norte en España, y después de la desastrosa batalla de Vitoria cubrió hábilmente la retirada a Pamplona, donde se puso a las órdenes de Jean-de-Dieu Soult, contribuyendo a reorganizar la división llamada de Portugal cuando muy debilitada pasó a España, salvando en la batalla de los Arapiles al ejército imperial de quedar aniquilado por completo.
Luis XVIII le nombró inspector general de infantería en 1814. Al regreso de Napoleón I en los Cien Días, le siguió de nuevo y se opuso con gran resistencia a la Restauración borbónica en Francia.
Al consolidarse la Restauración, se refugió en Estados Unidos, donde se puso al frente de una plantación en Mobile (Alabama) y escribió en defensa su conducta en los años previos el Exposé justificatif de conduite en 1814 et 1815.
La amnistía de 1820 le permitió volver a Francia. Tras la Revolución de 1830 se le confió el gobierno de la Argelia francesa., donde reorganizó el ejército, venció al bey de la región de Titteri y realizó desde Médéa una expedición victoriosa por la Cordillera del Atlas, cuyo resultado fue la toma de Blida.
En 1831 obtuvo el bastón de Mariscal de Francia. Elegido diputado, se integró en la oposición y se distinguió por ser un firme partidario de la colonización de Argelia.
Decidida la conquista francesa de Argelia en 1835, se le nombró gobernador general. A pesar de los triunfos franceses que logró contra Abd al-Qádir en la batalla de Mascara, capturando también Tremecén, fue destituido en 1837 a causa de la derrota en la batalla de Constantina.
Reelegido diputado en 1838, se integró nuevamente en la oposición. Falleció en 1842 en el castillo del Secourieu, en la localidad de Cintegabelle.